# Arra
Arra (hindi आरा, trl. Arrā) – miasto w północno-wschodnich Indiach, w zachodniej części stanu Bihar, w dystrykcie Bhodźpur, około 50 km w linii prostej na zachód od stolicy stanu – Patny. Jest siedzibą administracyjną dystryktu.
W 2011 było ósmym pod względem liczby ludności miastem w stanie. Zamieszkiwało je 261 430 osób. Mężczyźni stanowili 53,1% populacji, kobiety 46,9%. Umiejętność pisania posiadało 81,15% mieszkańców w przedziale od siedmiu lat wzwyż, przy czym odsetek ten był wyższy u mężczyzn – 86,67%. Wśród kobiet wynosił 74,91%. Dzieci do lat sześciu stanowiły 14% ogółu mieszkańców miasta. W strukturze wyznaniowej przeważali hinduiści – 83,26%. Islam deklarowało 15,79%; 0,44% liczyła społeczność dźinistów, 0,13% chrześcijan, 0,12% sikhów, 0,01% buddystów. Około 8% mieszkańców miasta żyło w slumsach.
Uważa się, że nazwa miasta pochodzi od sanskryckiego aranya, oznaczającego las.